# 燕窩糕
燕窩糕是香港的一種小吃。陳意齋的創辦人陳照寰於1927年遷居到香港謀生後，看準當時香港上流社會人士到電影院看電影時喜歡吃一些小食，於是使用屬貴價食材之一的燕窩製成燕窩糕，作為高級零食出售給這些達官貴人，現在燕窩糕成為訪港旅客的手信。
燕窩糕使用麥芽糖、燕窩碎、糖和糕粉製作，味道清甜，仔細看也會發現到少許燕窩。不過，燕窩糕不宜擺放過久，開封後即日吃掉較鬆化，如果放在雪櫃儲存就會變硬，味道變差。